# Памятник И. А. Бунину (Воронеж)
Памятник Ивану Алексеевичу Бунину — бронзовая скульптура писателя, лауреата Нобелевской премии И. А. Бунина, установленная в Воронеже в Бунинском сквере на перекрёстке улиц Плехановской и Орджоникидзе.

## История
Правительство Российской Федерации в 1990 г. приняло решение о сооружении памятника И. А. Бунину. Автором памятника стал скульптор Александр Бурганов, профессор Московской государственной художественно-промышленной академии имени С. Г. Строганова, а гранитный постамент спроектировала группа воронежских архитекторов (В. А. Афонин, Н. С. Топоев и В. Ю. Левин). Памятник был передан в дар городу от банка «Воронеж».
Памятник был установлен 13 октября 1995 года в Воронеже в сквере, который получил название «Бунинский», в честь 125-летия со дня его рождения.
Поэт изображён в час расставания с Россией. Поэт сидит на поваленном дереве, его поза символизирует тревогу и надежду. Рядом с ним на дереве лежит раскрытая книга. К ногам Бунина прижимается собака — символ навсегда уходящего дворянства, символизируя одиночество. У Бунина никогда не было собаки. Но авторы памятника решил исполнить мечту писателя и поэта, озвученную в последней строке его стихотворения «Одиночество»: «Что ж, камин затоплю, буду пить. Хорошо бы собаку купить».
В сентябре 2010 г. постамент памятника был отремонтирован.